# Saint-Éloy-de-Gy
Saint-Éloy-de-Gy – miejscowość i gmina we Francji, w Regionie Centralnym, w departamencie Cher. Nazwa miejscowości pochodzi od imienia św. Eligiusza.
Według danych na rok 1990 gminę zamieszkiwało 1269 osób, a gęstość zaludnienia wynosiła 41 osób/km² (wśród 1842 gmin Regionu Centralnego Saint-Éloy-de-Gy plasuje się na 310. miejscu pod względem liczby ludności, natomiast pod względem powierzchni na miejscu 329.).